# Drøbak
Drøbakⓘ ist eine Ortschaft am Ostufer des Oslofjords in Norwegen. Es ist das Verwaltungszentrum für die Kommune Frogn in Akershus und hat 13.628 Einwohner (Stand 1. Januar 2023).

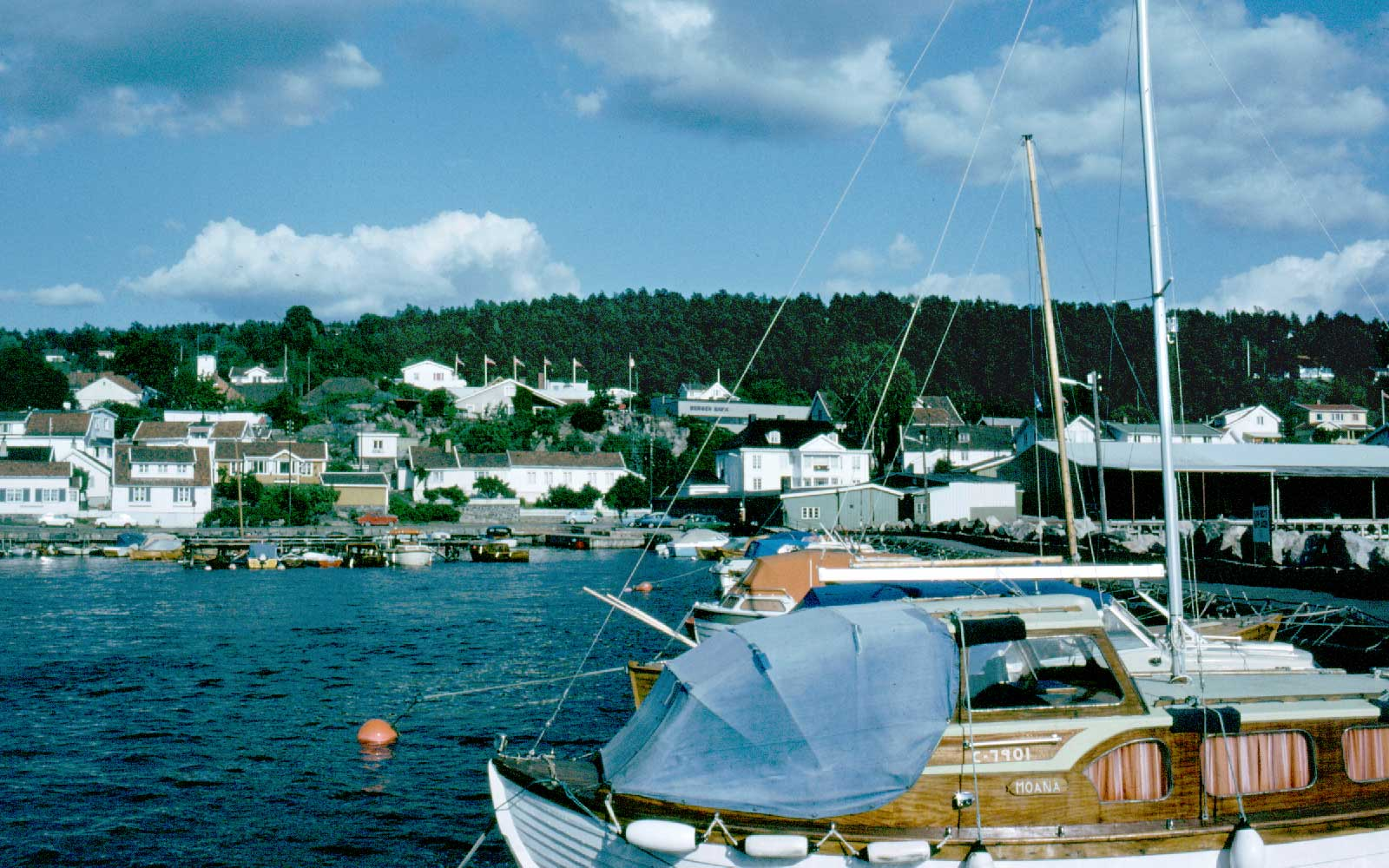
Drøbak

In erster Linie hat Drøbak touristische Bedeutung. In der Stadt gibt es viele pittoreske Häuser sowie Kunstgalerien und kleine Geschäfte. Dort gibt es auch ein Weihnachtspostamt.
Der deutsche Schwere Kreuzer Blücher wurde am Morgen des 9. April 1940 in der Nähe von Drøbak versenkt. Im Rahmen des Unternehmens Weserübung transportierte das Schiff Soldaten mit dem Ziel, Oslo einzunehmen. Die Versenkung gab König Haakon und der Regierung die nötige Zeit, Oslo mit der norwegischen Goldreserve zu verlassen.

## Persönlichkeiten
- Kristin Størmer Steira (Skilangläuferin; Verfolgungs-Weltcupsiegerin und 4 × 5-km-Staffel-Weltmeisterin)
- Martin Schanche (Autosportler; sechsfacher FIA-Rallycross-Europameister)

### Söhne und Töchter der Stadt
- Eivind Aarset, Jazz-Gitarrist und Komponist
- Gunnar Andersen, Skispringer und Fußballspieler
- Anette Hoff, Schauspielerin und Regisseurin
- Berit Reiss-Andersen, Rechtsanwältin, Politikerin und Autorin
- Frode Scheie, Handballspieler und Handballtrainer
- Johan Schreiner, Historiker und Hochschullehrer
- Olav Skjevesland, Bischof der evangelisch-lutherischen Norwegischen Kirche
- Pål Trulsen, Curler und Olympiasieger